# گائل دانیک
گائل دانیک (انگلیسی: Gaël Danic؛ زادهٔ ۱۹ نوامبر ۱۹۸۱) بازیکن فوتبال اهل فرانسه است که در پست هافبک بازی می‌کند.
از باشگاه‌هایی که در آن بازی کرده‌است می‌توان به باشگاه فوتبال گنگام، باشگاه فوتبال والنسین، باشگاه فوتبال لوریان، باشگاه فوتبال باستیا، باشگاه فوتبال المپیک لیون، باشگاه فوتبال رن، و باشگاه فوتبال تروا اشاره کرد.
وی همچنین در تیم ملی فوتبال زیر ۲۰ سال فرانسه بازی کرده‌است.